# Guerinia winthemi
Guerinia winthemi är en tvåvingeart som beskrevs av Robineau-desvoidy 1830. Guerinia winthemi ingår i släktet Guerinia och familjen parasitflugor.
Artens utbredningsområde är Tyskland. Inga underarter finns listade i Catalogue of Life.